# لادوم
اللادوم (بالفرنسية: Ladoum) هي سلالة أكباش شائعة جدًا في السنغال، ولا سيما في المراكز الحضرية الكبيرة (داكار، وتيس، ومبور، وسانت لويس، وتوبا...). وهي تنتمي إلى مجموعة الأغنام المغربية قصيرة الشعر.

## الأصول
هناك نظريتين حول أصول الحيوان:
- يدعي البعض أن للسلالة أصول أجنبية حبث يرجعون أصلها إلى منطقة الحوض الغربي الموريتانية التي تسكنها قبيلة لاديم والتي أخذ الحيوان منها اسمه حيث تم تغيير الاسم بعض الشيء ليصبح لادوم. وأن السلالة تم تقديمها في السنغال من قبل الكايسين، من مالي.[1][2]
- يدعم البعض الآخر الأصول المحلية حيث يقال إن لادوم نتيجة تهجين بين سلالتين أخريين، وهما الطوابير والمور. كما أنه من المفترض أن هذا التهجين تم في السبعينيات.[3]

## الصفات
إنها سلالة كبيرة الحجم، يبلغ متوسط الكبش 115 سنتيمتر حتى الذيل. الأصواف المهيمنة هي البيضاء والبيضاء المنقطة بالأسود. كل من الذكر والأنثى لهما قرون بيضاء وحوافر بيضاء وعيون صافية للغاية.
تتميز السلالة بـ :
- عظام قوية.
- حوض واسع.
- جبهة محدبة.
- جسم ممدود ومتماثل.
- متوسط طول الذراعين 115 ± 5 سنتيمتر عند الذكور و100 ± 5 سنتيمتر عند الإناث، مع مراعاة الفئة العمرية.
- طول الجسم 105 ± 5 سنتيمتر عند الذكر و 95 ± 5 سنتيمتر عند الأنثى.

## التربية والإنتاج
تعد لادوم واحدة من السلالات الأربعة الرئيسية للأغنام في البلاد، ولكنها أيضًا أندرها وأكثرها رواجًا. ندرته ترجع إلى حقيقة أنه «كبش حضري» حيث يربى بشكل رئيسي في المنزل ضمن المناطق الحضرية. في حين يتم تربية سلالات أخرى من الأغنام كمصدر للبروتين، يتم تربية لادوم بشكل أساسي من أجل عيد الأضحى، سواء للاستهلاك المنزلي أو كمصدر للدخل. فقط عدد قليل من المربين المتخصصين يعرضونها للبيع للمشترين الأثرياء. يتم تربيتها في التربية المكثفة ويتم الاحتفاظ بها في أحواش دائمة. يعود هذا إلى سببين: قلة المساحات بالمدن وسرقة المواشي وهو أمر متكرر. تظل القطعان صغيرة، ولتجنب أي من الإضطرابات الجينية، فليس من المألوف إقراض الأكباش (أو استئجارها) للمربين الآخرين. يضاف دم جديد أيضًا عن طريق شراء أكباش جدد. تلد النعاج حمل واحد أو توأم، ونادرا ما تلد توأم ثلاثي. ولادات التوأم هي الأكثر شيوعًا.
لا تزال دائرة تربية وتسويق هذا الصنف مغلقة تمامًا ولكن البرنامج التلفزيوني Khar bii (بمعنى خروف في لغة الولوف) الذي يتم فيه انتخاب أجمل خروف خلال عيد الأضحى يعد تروج للسلالة. يعمل الاتحاد الوطني للفاعلين في قطاع الأغنام على إعداد دراسة بهدف تصديره إلى دول أخرى.

## خلط محتمل
يمكن أحيانًا الخلط بين لادوم و ورالي، وهي سلالة سنغالية أخرى ناتجة عن تهجين بين فولاني فولاني وتوابير.

## المذكرات والمراجع
1. ↑  Fall, Abdou Samad, Exposé sur la race Ladoum, Université Gaston Berger, UFR S2ATA, Section Production Animale et Elevage, Saint Louis, Sénégal, 2016, P.2.
2. 1 2 3 4 5  La Tabaski au Sénégal: une fête musulmane en milieu urbain. KARTHALA Editions. 2009. ص. 466. ISBN:978-2-8111-0244-9. مؤرشف من الأصل في 2014-12-14.
3. ↑  "Le ladoum, mouton star de la Tabaski au Sénégal". lemonde.fr (بالفرنسية). Archived from the original on 4 يوليو 2021. Retrieved 12 aout 2019. {{استشهاد ويب}}: تحقق من التاريخ في: |تاريخ الوصول= (help)
4. 1 2 3 4  "Analyse socioéconomique des élevages du mouton de Ladoum dans la commune de Thiès (Sénégal)" (PDF). beep.ird.fr (بالفرنسية). 18 juillet 2011. Archived from the original (PDF) on 15 ديسمبر 2017. Retrieved 16 avril 2020. {{استشهاد ويب}}: تحقق من التاريخ في: |تاريخ الوصول= and |تاريخ= (help)
5. ↑  B. Ndiaye؛ M. Sembène؛ M. Ciss؛ M. Wane (2018). "Morphologie et pratiques d'élevage du mouton peul-peul du Sénégal". International Journal of Advanced Research (IJAR): 727-738. DOI:10.21474/IJAR01/7089. ISSN:2320-5407. مؤرشف من الأصل في 2021-08-05.
6. ↑  Olivier Ninot (2010). "Des moutons pour la fête : l'approvisionnement de Dakar en moutons de Tabaski". Les Cahiers d'Outre-Mer: 141-164. DOI:10.4000/com.5904. ISSN:1961-8603. مؤرشف من الأصل في 2021-07-14.
7. ↑  Wynne Wong; Stacey Weber-Fève; Anne Lair; Bill VanPatten (Oct 2016). Encore Intermediate French, Student Text: Niveau intermediaire (بfrançais + anglais). Cengage Learning. p. 333. ISBN:978-1-3375-1525-2. Archived from the original on 2021-08-05.{{استشهاد بكتاب}}:  صيانة الاستشهاد: لغة غير مدعومة (link)
8. ↑  "vers l'homologation du mouton "ladoum". seneplus.com (بالفرنسية). 13 janvier 2019. Archived from the original on 5 أغسطس 2021. {{استشهاد ويب}}: تحقق من التاريخ في: |تاريخ= (help)

## الملاحق

### مقالات ذات صلة
- قائمة سلالات الأغنام

### فهرس
- "The Ladoum Sheep in Senegal: Morphobiometrical and Socio-Economical Characterization". Egyptian Journal of Sheep and Goat Sciences المجلة المصرية لعلوم الأغنام والماعز (بالإنجليزية). 8 (1): 43. 2013. Archived from the original on 2021-08-05.